# 十時連貞
十時連貞（1556年（弘治3年）—1644年（宽永21年）），日本戰國時代、安土桃山時代、江戶時代初期的武將，通稱攝津守、孫右衛門，晚年號「雪齋」。為十時惟次次子、立花家老，是「立花四天王」之一。

## 生平

### 家族背景
十時氏起源於九州豐後中的國人眾大神姓氏一族的一個分支，代代居住於入倉庄而稱「入倉」，在大友氏來到豐後成為守護大名之際，臣屬於大友家。之後，十時連貞的曾祖父入倉長門守惟信移住同國大野郡，十時庄成為十時城主，於是自此改稱「十時」，並依附大友家一族的重臣戶次氏、擔任其家老，也獲賜姓「戶次」。
大永6年（1526年）3月20日，十時連貞的祖父十時惟信與其孫十時惟種跟隨初次上陣的少主戶次鑑連（即立花道雪）參加豐前的「馬岳城攻略戰」；戶次鑑連在一天內攻下此城，而十時惟信與惟種陣亡。
十時連貞的父親十時惟次跟隨主君戶次鑑連為大友家南征北討，並於天文11年（1542年）平定由筑前鷹取山城城主毛利鎮實發動的叛亂；戶次鑑連等人率5百弓箭隊攀上福智山，向鷹取山城射下箭雨，最終迫使毛利鎮実投降而立下戰功，因而受領筑前那珂郡田數三十町領地。永祿12年（1569年），十時惟次和長子惟則跟隨立花道雪參與該年5月18日的戰役，於長尾一地突擊毛利軍，並於混戰中戰死；連貞一時喪失父兄，因而繼承攝津守之名及家族領地，他在元服時從主君戶次鑑連拜領“連”字，而取名「連貞」。

### 參戰立功
元龜2年（1571年），戶次鑑連奉其主君大友宗麟之命，轉封位於筑前的立花山城並形式上繼承立花氏，戶次氏的家臣們此時以宗家嫡流留在豐後的鎧岳城繼續侍奉戶次本家，而十時連貞等庶流、支流、分流出身的家臣則跟隨戶次鑑連前往立花山城。
天正6年（1578年），大友家和島津家之間爆發「耳川之戰」，大友家於此役戰敗後其實力和威信漸失，使得原先臣服於大友家的筑前國人眾如秋月氏、宗像氏、原田氏、草野氏等陸續揭起叛旗，立花道雪和高橋紹運身為大友家鎮守筑前的重臣，負責平定叛亂，此時道雪配下的由布惟信、十時連貞、安東家忠、高野大膳等四名家臣因戰功彪炳，而被合稱為「立花四天王」。
同年12月11日至13日，龍造寺隆信聯合筑紫廣門、秋月種實的兵力攻入筑前，進而威脅寶滿、立花城，立花軍的十時連貞、野上連貞、小野鎮幸、井手口盛高、井守口盛澄（盛高子）在宇美一地巡邏時，遭遇倒戈至秋月家的矢野・神武村鄉人伏擊，十時連貞、野上及井手口父子等人進行反擊後，鄉人退入障子嶽、極樂寺等地固守不出，於是立花道雪聯合高橋紹運出兵，以十時連貞督前軍進行討伐，直攻敵陣。由於遭遇敵軍的鐵砲狙擊，森下鎮安中彈身亡，十時連貞亦負重傷，靠十時惟元攙扶撤退，而井手口盛澄、城戶清種及其與力東鄉新五郎以及小野鎮幸被官新五郎等將以2百餘人兵力戰鬥並斬殺渠帥14人、俘獲其妻小，立花軍遂平定反亂。
天正7年（1579年）4月27日，駐守鷹取山城的毛利鎮実遭受秋月軍・齋藤隊聯合宗像軍攻擊，為了救援，立花道雪派出家臣後藤連種、十時連貞於第一次「吉川之戰」成功擊退宗像家和秋月家的聯軍。同年7月12日至18日間，道雪為牽制原田軍，出兵攻往安樂平城，集結小田部及大津留的8百餘軍力，從海、陸二方面進軍至早良郡鳥飼、生松原，與原田親秀爆發第二次「生松原之戰」。薦野增時、小野鎮幸、十時連貞、東鄉三九郎、安東連善、足達連安、後藤種長、後藤連種、米多比彈介、米多比鎮久、由布惟時等立花家臣投入戰鬥，小田部鎮元、大津留鎮忠進行橫擊，擊敗原田親秀；之後原田隆種分兵擊退大津留和小田部的部隊，最終雙方各自撤退。
9月11日，小田部鎮元聯合鎮守鷲嶽城的大津留鎮忠之弟大鶴宗逸對池田城發動夜襲，背叛小田部的大教坊一族85人全員戰死；同日，龍造寺軍攻向池田城，小田部鎮元與大鶴宗逸出城、渡江迎戰。另一方面，大津留鎮忠早前聯絡立花道雪，獲其派出十時連貞、小野鎮幸率6百人兵力輸送兵糧物資支援，仍趕不及龍造寺軍的攻勢，小田部鎮元展開籠城戰約三個月，最終與其長子九郎鎮虎、大鶴宗逸皆陣亡，而小田部氏以其次子統房為首之殘軍持續抵抗，大津留鎮正則做為孫子統房之「後見人」，在安樂平城繼續指揮籠城防衛。

### 石垣山之戰
天正8年（1580年）2月，龍造寺隆信聯合秋月、筑紫、原田、草野等共2萬軍力，進逼筑前西南邊境的生松原；2日2日，立花道雪率十時連貞於早良郡討伐支持龍造寺家的鄉士（傳聞此戰也是立花宗茂的初陣）。同年10月中旬，立花與高橋聯軍在八木山石板道埋伏3千人兵力，以2千7百人在位於石坂道出口的大日寺佈陣，並以十時連貞等足輕2、3百人出擊嘉麻・穗波發動火攻，秋月家的方井田親氏從古處山率1千兵力至穗波，十時連貞偽退以引誘親氏追戰7里（30公里）至大日寺；此時親氏軍勢疲勞，立花和高橋布置的伏兵出擊，使親氏軍潰敗，十時連貞與親氏單挑並將其討殺（此役即第二次「嘉麻・穗波・八木山之戰」，秋月方則記為「石垣山之戰」）。

### 吉原口之戰
天正11年（1583年）4月16日，筑紫廣門軍出志免町吉原口，道雪令鎮幸為大將率2千餘騎，起初以薦野增時的與力被官出戰迎擊，十時連貞、佐野統幸合兵進擊但遭筑紫軍優勢兵力包圍、於是鎮幸高喊突進解圍，十時惟道、池邊永晟、森下釣雲奮戰驅敵，筑紫軍不敵敗退，兩軍各有死傷。

### 祇園原之戰
天正13年（1585年）4月23日，龍造寺家晴、筑紫廣門又率1萬6千餘後備兵力進攻高良山，於高良川沿堤防分五段軍勢。立花道雪與高橋紹運察知龍造寺軍的行動，與良寬、蒲池氏合併8千兵力佈陣於祇園原，並將兵力二分，於各處配置伏兵；道雪此次親自為先陣大將，並指派由布惟信、十時惟由、十時連貞為先鋒，安東連忠、內田鎮家、竹迫連種、綿貫吉兼為後陣，高良山法師武者良寬等則隔軍配置做為後備。道雪布置約120至200挺鐵砲，若敵軍接近則發射20至30發加以威嚇，而龍造寺軍約7、800挺鐵砲因此連發；由於龍造寺軍於山間擊出多發鐵砲，造成煙霧瀰漫、視界不良並受回音干擾，道雪的鐵砲隊則因控制得宜未受砲擊的硝煙影響，此時龍造寺軍發動突擊，擔任先鋒部隊的惟信、惟由、連貞趁此狀況進行突擊並偽退誘敵，一度將其敵軍先鋒擊退，中計的龍造寺軍交替後陣持續追擊，道雪亦加入後陣安東連忠等兵力，兩軍進入激戰。此時，立花道雪立起馬印、吹起法螺貝鼓舞軍勢，並下令兵分二隊，以由布惟信、十時惟由、十時連貞、內田鎮家、竹迫連種等將從敵軍側面突擊，同時十時連秀、綿貫吉兼、後藤種任、野上清四郎等將領揮槍討取龍造寺方的武士，同時以「鳥雲之陣」潛伏已久的朽網鑑康亦對龍造寺軍發動襲擊，龍造寺軍潰散直至中軍，龍造寺家晴、筑紫廣門無法控制敗勢，立花道雪追擊約2町距離後引退，而在龍造寺軍重整軍勢反擊時，紹運和良寬之伏軍又從森林兩旁出現，並以弓箭和鐵砲攻擊，打擊龍造寺軍，使其受三方圍攻，最終大敗（此即「祇園原之戰」）。

### 側近重臣
連貞的主君立花道雪有一名獨生女立花誾千代，道雪先後令城戶知正、連貞擔任誾千代的傅役、守役警護其出入安全。
立花道雪經過主家大友宗麟、大友義統的同意，讓誾千代正式繼承立花家為城主，而由於道雪終究需要男子繼承家族以統領立花家，因此他於天正9年（1581年）迎來大友家重臣高橋紹運之子高橋統虎（即立花宗茂）作為養子，並迎娶女兒立花誾千代為妻，以繼承立花家。
十時連貞此時受命擔任立花宗茂的傅役，宗茂有任何事皆與連貞商量，他也負責與其他大友家臣之間的通訊聯繫。天正13年（1585年）9月，立花道雪逝世，十時連貞向處在筑後軍陣中的家臣傳達宗茂的意思，
以及天正14年（1586年）7月島津家進攻宗茂實父高橋紹運的岩屋城之時，亦由連貞做為使者傳達宗茂的訊息；宗茂日後相當信賴十時連貞的處事，直到宗茂晚年逝世前夕，也是連貞從旁陪伴。
天正13年（1585年）3月，在立花道雪「筑後遠征」期間，十時連貞陪伴立花宗茂守衛立花山城，秋月種實率8千兵力進攻，宗茂便下令如連貞、薦野增時、米多比鎮久等家族重臣實行夜襲；連貞自率一隊兵力作為伏兵，潛藏在秋月軍陣側翼旁的草叢內，待先行誘敵的鎮久繞回後，兩隊兵力一同夾擊敵軍，配合立花宗茂採取的火計，成功擊退秋月軍。
「九州征伐」時期，於天正14年（1586年）8月，十時連貞也作為大將隨宗茂守住立花山城並轉戰高鳥居城、岩屋城、寶滿城等地。天正15年（1587年），他率兵南下島津家的領地，與同僚薦野增時救回被島津軍捕獲並幽閉於薩摩祁答院一地的宗茂之弟高橋統增及其妻加禰姬，再由水路乘船北上肥前的早津江返回立花山城。

### 立花氏家老時期
經過豐臣秀吉的九州征伐後，立花家因功獲封筑後柳川之領地，成為大名，連貞也因功獲領山門郡內田33町領地，獲配與力18人外加支配疋田眾9人，並擔任檢使役維護治安。
隨後歷經天正15年（1587年）9月至12月間鎮壓「肥後國人一揆」、天正16年（1588年）5月27日成為「柳川城黑門之戰」的討手以及文祿慶長年間(1592~1598年)兩次朝鮮派兵戰役，連貞因功加增至1千5百石俸祿。
慶長5年（1600年），「關原之戰」爆發，十時連貞作為立花軍的大將參戰，並在大津城攻略戰中，於9月11日晚間至12日凌晨，對付先前已被宗茂預知的城方並夜襲軍勢，拿著三尺重又寬的愛刀單挑敵將，並捕獲丸毛萬五郎，亦擊倒箕浦備後等敵將，和主君立花宗茂無損一兵一卒打退發動夜襲的敵軍。其次男十時成重亦率所部參戰有功。由於西軍的主力戰敗，立花家被迫於領地柳川對抗變節來襲的鍋島直茂、鍋島勝茂3萬餘軍力，立花軍以筆頭家老小野鎮幸為代表率數千兵力出戰，於10月20日的江上八院之戰，連貞率其部屬也投入。

### 主家再興
關原戰後立花家遭到改易處置，面對成為浪人的主公宗茂，連貞和家中重臣如由布惟信等約20餘人一同陪伴宗茂流浪。大多數陪伴宗茂流浪的家臣為了生計，多半扮成虛無僧討乞，連貞也不例外，然而連貞因為尺八吹的旋律甚好，受到許多人的喜愛因此收入也最多。
某日連貞於江戶討乞之時，卻被三名野武士纏上且起了衝突，一名野武士先拿刀向連貞劈砍，連貞則瞬間利用尺八抵擋刀劍將刀給搶了過來，又轉身一刀斬殺了對方三人，就在看熱鬧的村人拍手叫好之時，町奉行的武士卻把連貞當成無賴漢給抓去審問，然而町奉行的井伊直孝得知連貞為立花家臣後，連忙告知將軍德川秀忠並贈送鎧甲刀劍和金錢五十兩給予連貞，也因為此事，平時早已對宗茂佩服不已的德川秀忠召喚宗茂上洛，得到賞識之後受領奧州棚倉一萬石回復了大名身分，連貞則和由布惟信擔任赤館城代，領有2百石俸祿，做為家老替宗茂處理領地各項政務。
隨後連貞也擔任德川秀忠的旗本武將和主君宗茂參加大坂冬、夏戰役，戰後立花家則因功終於元和六年（1620年）得以回歸柳川一地，了了立花家上下的心願。

### 高齡出戰、病逝
連貞的十時一族於回歸柳川後受領1千石，並成為立花家最受重用的一派家臣，連貞和其繼承者的三子十時惟昌（十時三彌助惟保）在這段期間皆擔當許多重要的國政工作，不久連貞年老隱居，入道號雪齋。
寬永十四年（1637年）年爆發島原之亂，立花家因為九州大名也隨之參加鎮壓，當時因為宗茂待在江戶且為隱居之身而由立花家二代立花忠茂率軍出征，然而敵方鎮守原城並作出頑強抵抗，立花軍以及九州其他大名的幕府軍皆久攻不下並且損失慘重，宗茂在連貞的書信中才得知81歲高齡的連貞因為擔心忠茂的初陣也有伴隨參戰，並馬上回信以率直的話語感謝連貞的作為。
不久宗茂受命輔佐幕府軍總大將松平信綱，宗茂到達後給予信綱戰略規劃，並教導忠茂戰陣配置，終於令戰事好轉，於2月27日開始幕府軍猛攻，2月28日早朝連貞伴隨著立花宗茂，兩位老將士身先卒，絲毫不減當年之勇，奮勇殺進城中直入本丸，成功的平定了亂事。
之後連貞於寬永19年（1643年）在江戶陪宗茂走完最後一程，自己於翌年寬永21年(正保元年)（1644年）9月14日也在柳川病逝，享年88歲，並葬於柳川西方寺。
連貞的長男惟與一早便過繼給家老由布惟次(由布惟信之子)為養子繼承由布家，往後受賜立花姓，次男成重則分家另有俸祿成一支系，因此連貞一支十時氏家系則由三男十時惟昌繼承，作為柳川藩組頭家兼家老家，其一族有許多藩士存續至幕末時代。

## 逸聞
- 十時連貞被道雪評為「沉勇之餘具備剛直氣概」的武將，不僅內外政務、軍事皆多有畫策獻計，自幼時起參加數十回戰鬥獲得多張戰功獎狀[85][52]。

- 大坂戰役前夕，豐臣秀賴開始招募各地浪人進城以抵抗德川家，這期間連貞雖然身為立花家臣卻也受到豐臣家的勸誘，即使豐臣家如何提出優渥的俸祿，連貞只以『忠臣不仕二主』為由拒絕[52]。